# Ясеновец
Я̀сеновец е село в Североизточна България. То се намира в община Разград, област Разград.

## География
Намира се на 10 км път от Разград и на 24 км от Исперих. Най-близките села са Черковна на 5 км в посока североизток и Недоклан на 4 км в южна посока.

## История
Старото име на селото е Дъбово
В селото се намира историческа жп. гара, част от първата железопътна линия в България – Русе – Варна.
Според легендата за селото, един селянин си загубва конете и ги намира около извора, където сега е построена голяма каменна чешма . По-късно около този извор се появява и самото село , а името на селото е свързано с факта, че около извора, и в цялата местност наоколо е имало ясенова () гора. Първите данни за селото датират от около средата на XIX век. (1845 – 1860 г.)

## Население
Численост на населението според преброяванията през годините:
| \| Година на преброяване \| Численост \| \| --------------------- \| --------- \| \| 1934 \| 2876 \| \| 1946 \| 2593 \| \| 1956 \| 2536 \| \| 1965 \| 2893 \| \| 1975 \| 2801 \| \| 1985 \| 2602 \| \| 1992 \| 2327 \| \| 2001 \| 2511 \| \| 2011 \| 2352 \| \| 2021 \| 2315 \| |           |
| Година на преброяване | Численост |
| 1934 | 2876      |
| 1946 | 2593      |
| 1956 | 2536      |
| 1965 | 2893      |
| 1975 | 2801      |
| 1985 | 2602      |
| 1992 | 2327      |
| 2001 | 2511      |
| 2011 | 2352      |
| 2021 | 2315      |

### Етнически състав
Преброяване на населението през 2011 г.
Численост и дял на етническите групи според преброяването на населението през 2011 г.:
|                     | Численост | Дял (в %) |
| Общо                | 2352      | 100.00    |
| Българи             | 2352      | 100.00    |
| Турци               |           |           |
| Цигани              |           |           |
| Други               |           |           |
| Не се самоопределят |           |           |
| Неотговорили        |           |           |

## Обществени институции
- Читалище „Кирил и Методий“
- компютърни зали, детски градини, основно училище

## Културни и природни забележителности
- Извор с построена голяма каменна чешма.

## Известни личности
Ненко Метев (р. 1939), скулптор, директор на Разградската художествена галерия „Проф. Илия Петров“ от създаването и на 11.05.1972 г. и до 2001 година. Една от най-известните му скулптури е „Момичето с гълъбите“, която може да се види в градината до ГПЧЕ „Екзарх Йосиф“ – Разград.